# 比利时雄狮
“比利时雄狮”（拉丁語：Leo Belgicus）是在欧洲纹章和地图系统中常见的雄狮形状，一般用来标志西欧的低地国家，也就是今天的荷兰，卢森堡以及比利时。

## 名称起源
“比利时”一词是从拉丁语中的“Belgae”和“Belgica”演化而来，现在一般用来表述欧洲的一个国家。不过，在16世纪低地国家被不同政权分裂之前，这个词汇也用于虚指当时的整个低地地区，同时也是对拉丁文中“尼德兰”一词的常见翻译。不过值得注意的是，“尼德兰”作为一个地理名词的解释应该包括当今的荷兰、卢森堡、比利时，以及法国北部的一小部分。

这个词汇也能够在荷兰共和国后期的一些地图之中见到，不过和如今的比利时国界几乎没有交集。同时，在十七世纪时的荷兰殖民统治中，北美东岸的一个荷兰共和国殖民省也被称作“比利时”，在当时的荷兰语中被称作“新尼德兰（Nieuw-Nederland）”，也就是拉丁语中的“新比利时（Nova Belgica或Novum Belgium）”。

## 历史
最早的“比利时雄狮”地图是由奥地利绘图师Michaël Eytzinger于1583年完成的，时值尼德兰地区寻求独立的八十年战争。这个雄狮的形状本来在尼德兰的一些纹章系统中便是常见的，比如荷兰，卢森堡，法兰德斯等，同时，它还是威廉·奥兰治的纹章。
Eytzinger的地图是三个不同版本中的第一个。目前最常见的一个版本中，“雄狮”的头部一般位于尼德兰的东北地区，而尾巴位于东南地区。
Claes Janszoon Visscher在安特卫普停战协议时绘制的地图是这个系列中最负盛名的一个，出版于1609年。有时候这个“雄狮”的造型是平放而非站立的，这个版本可以在Jodocus Hondius的“比利时雄狮”中找到。
第三个版本是在战争的后期出版的，也就是荷兰共和国在西发里亚合约中被正式确认之后。不过这个版本一般被称作“荷兰雄狮”，因其仅包括了当时的荷兰省的部分。

## 画廊

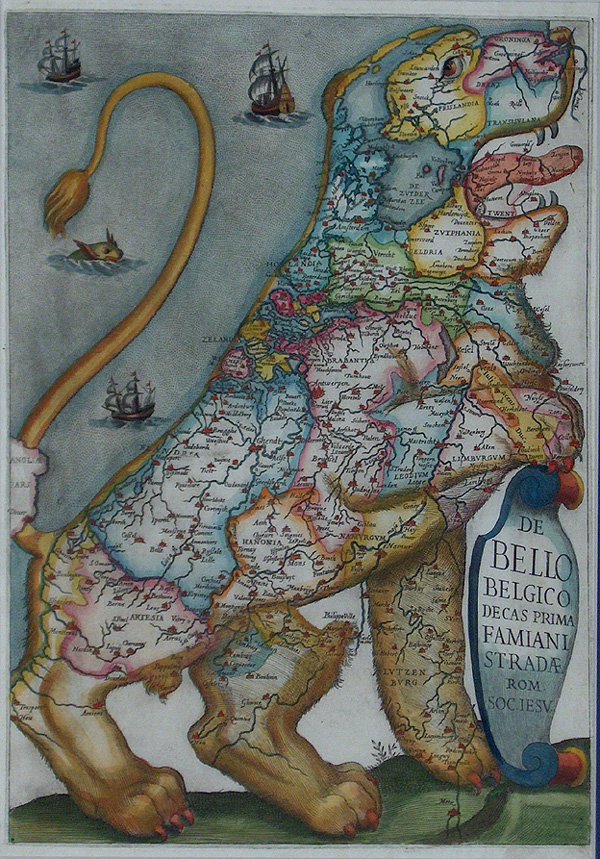
Bello Belgico由Stradæ于1631绘制。

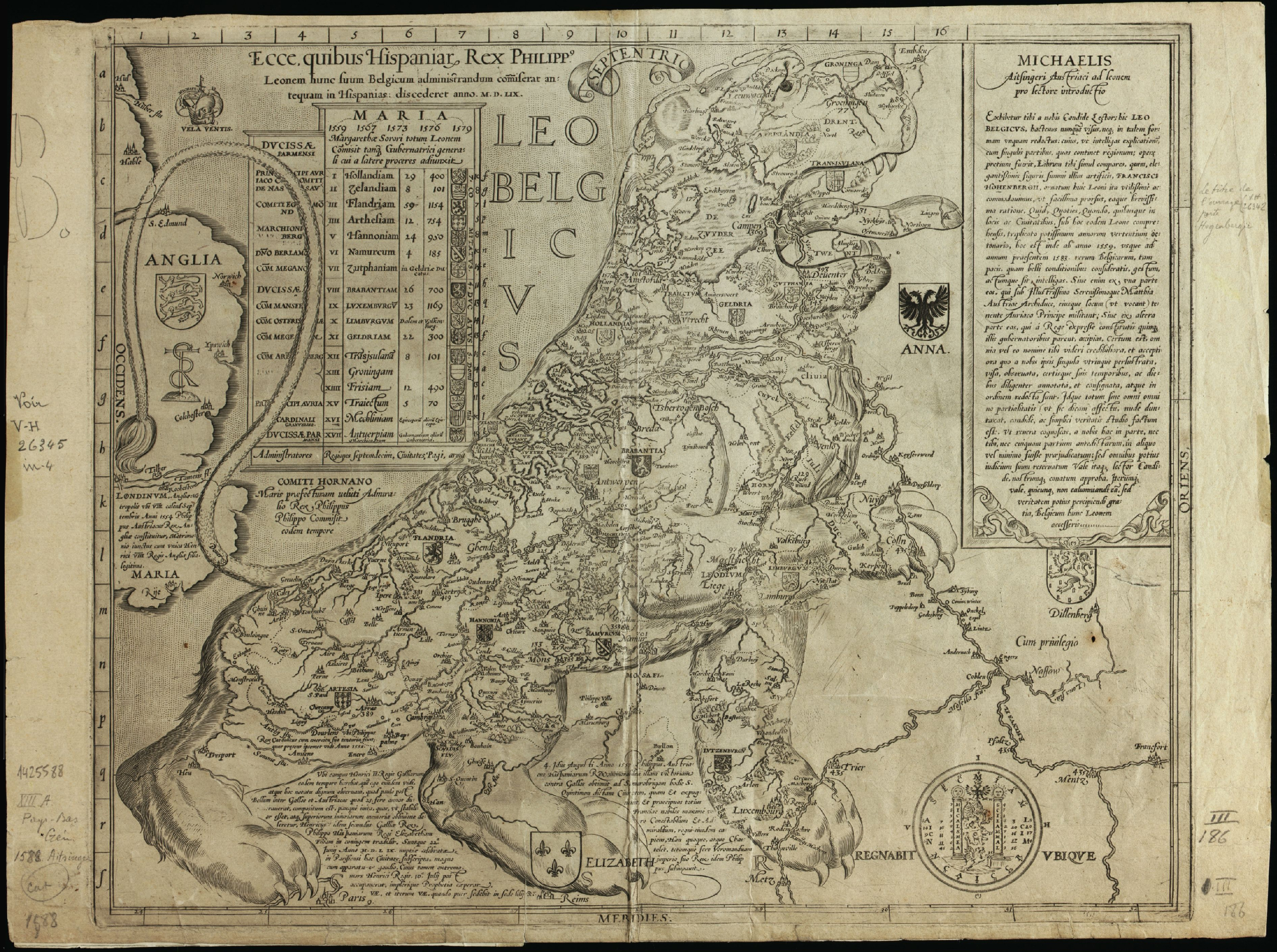
Leo Belgicus by Aitsinger/Hogenberg, 1583
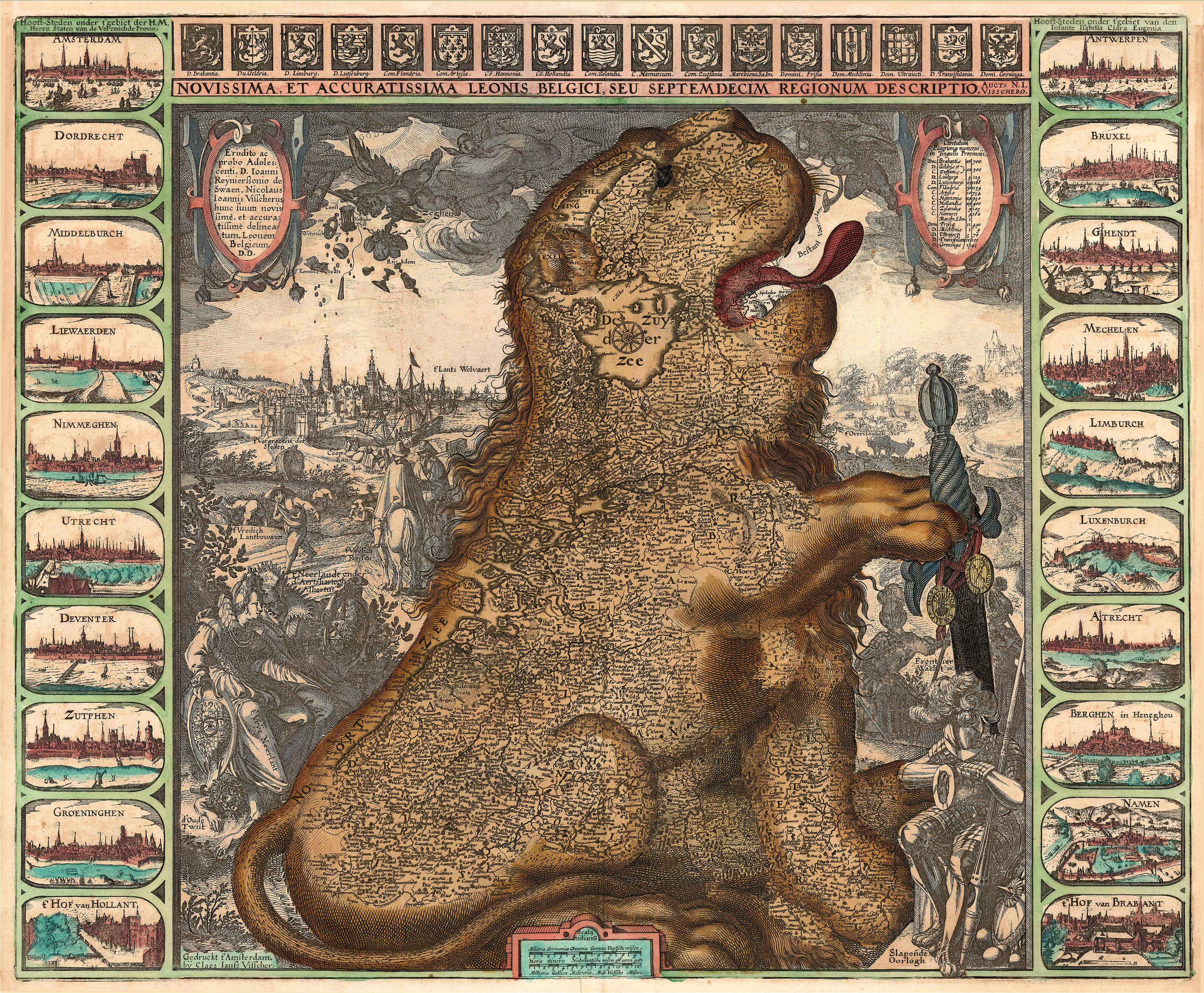
Leo Belgicus by Claes Janszoon Visscher, 1609
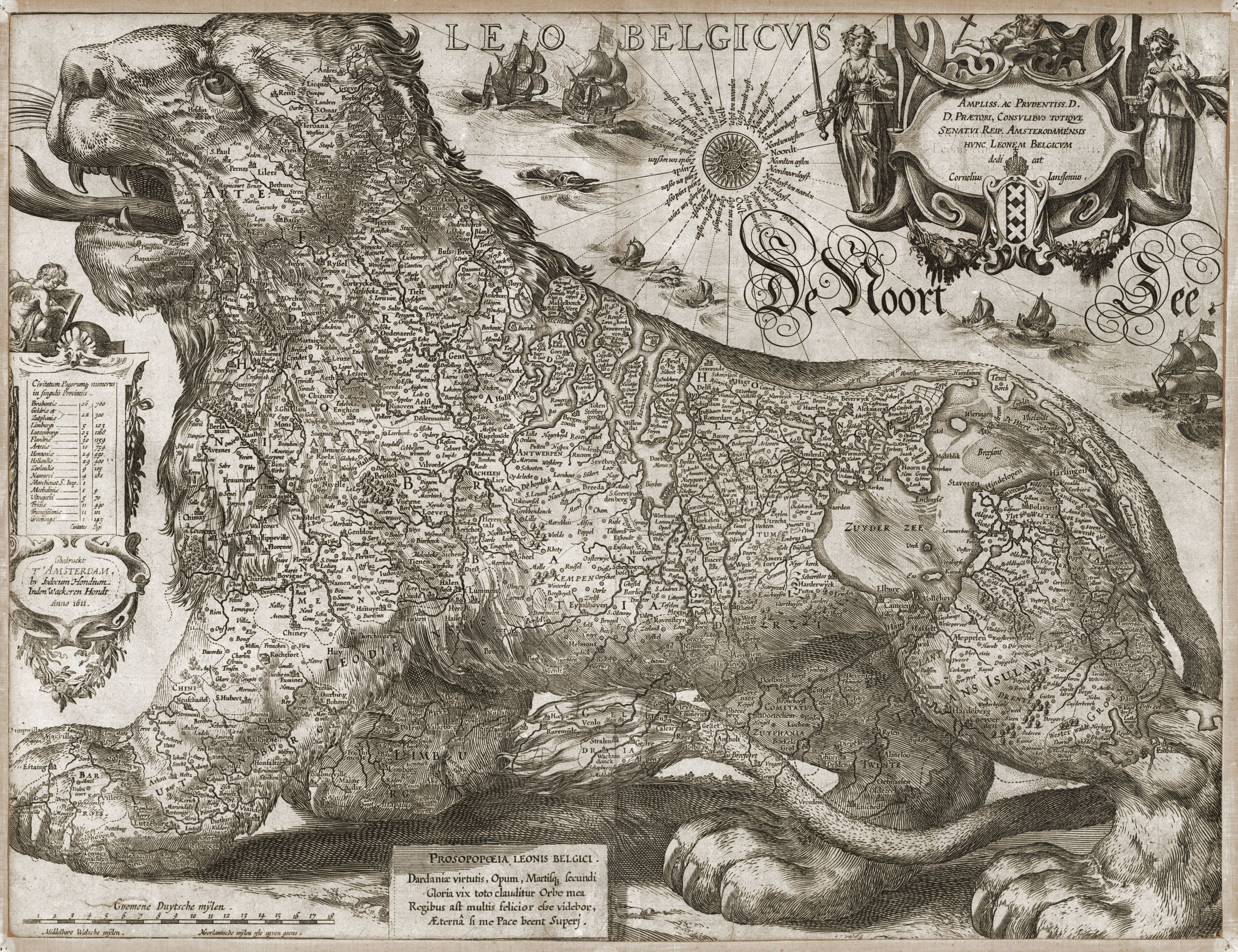
Leo Belgicus by Jodocus Hondius, 1611
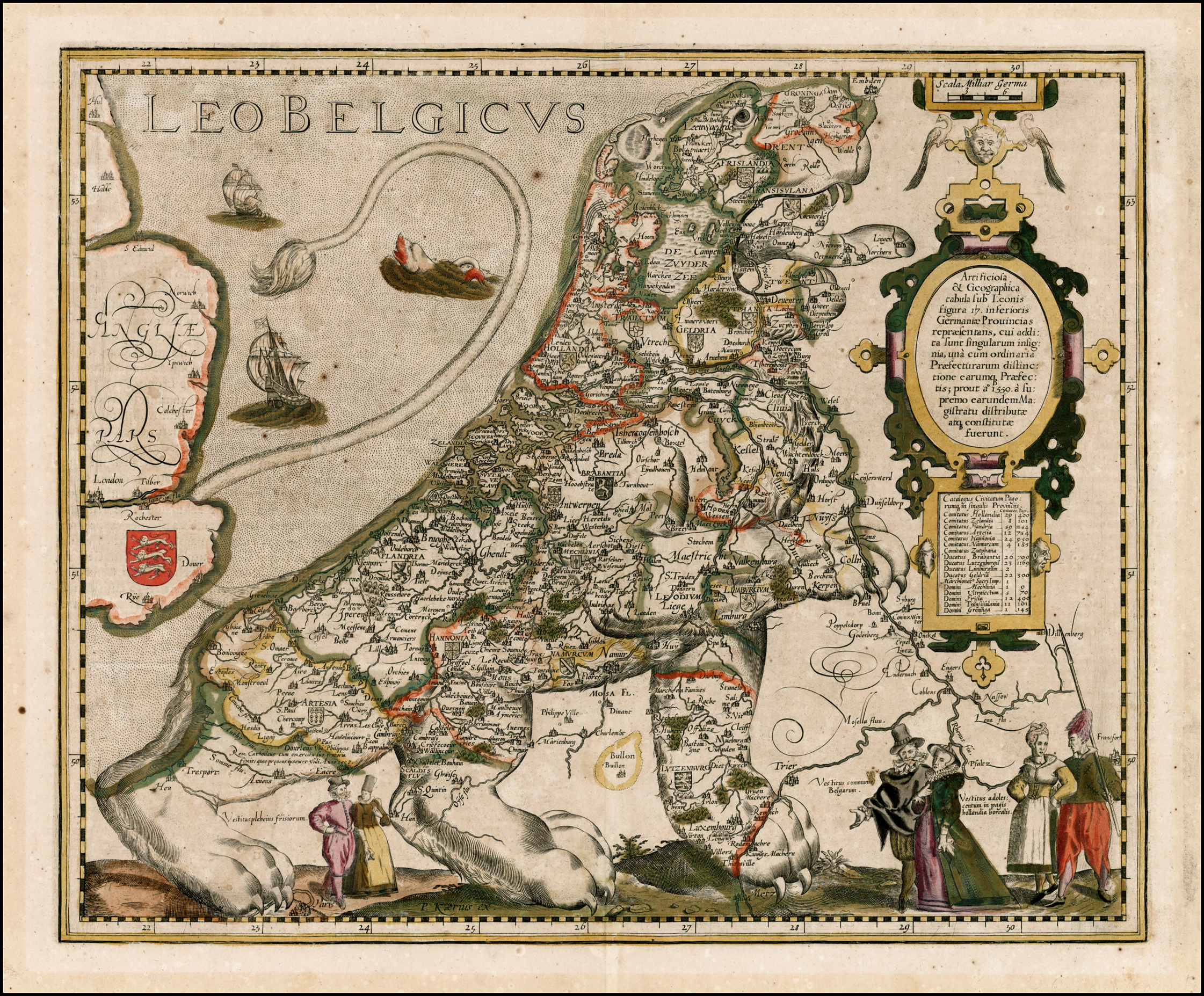
Leo Belgicus by Kaerius (vd Keere), 1617
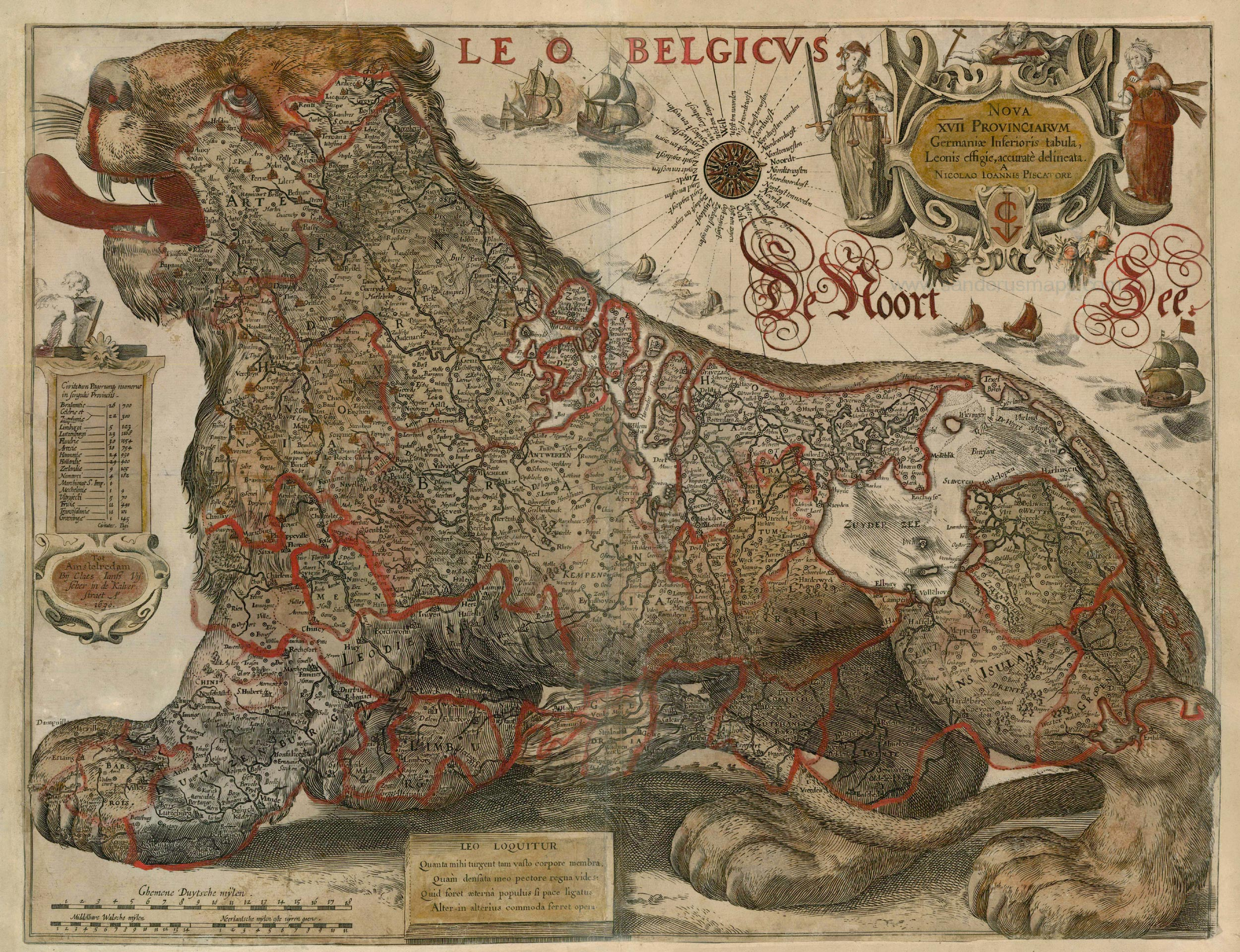
Leo Belgicus by Hondius & Gerritsz, 1630
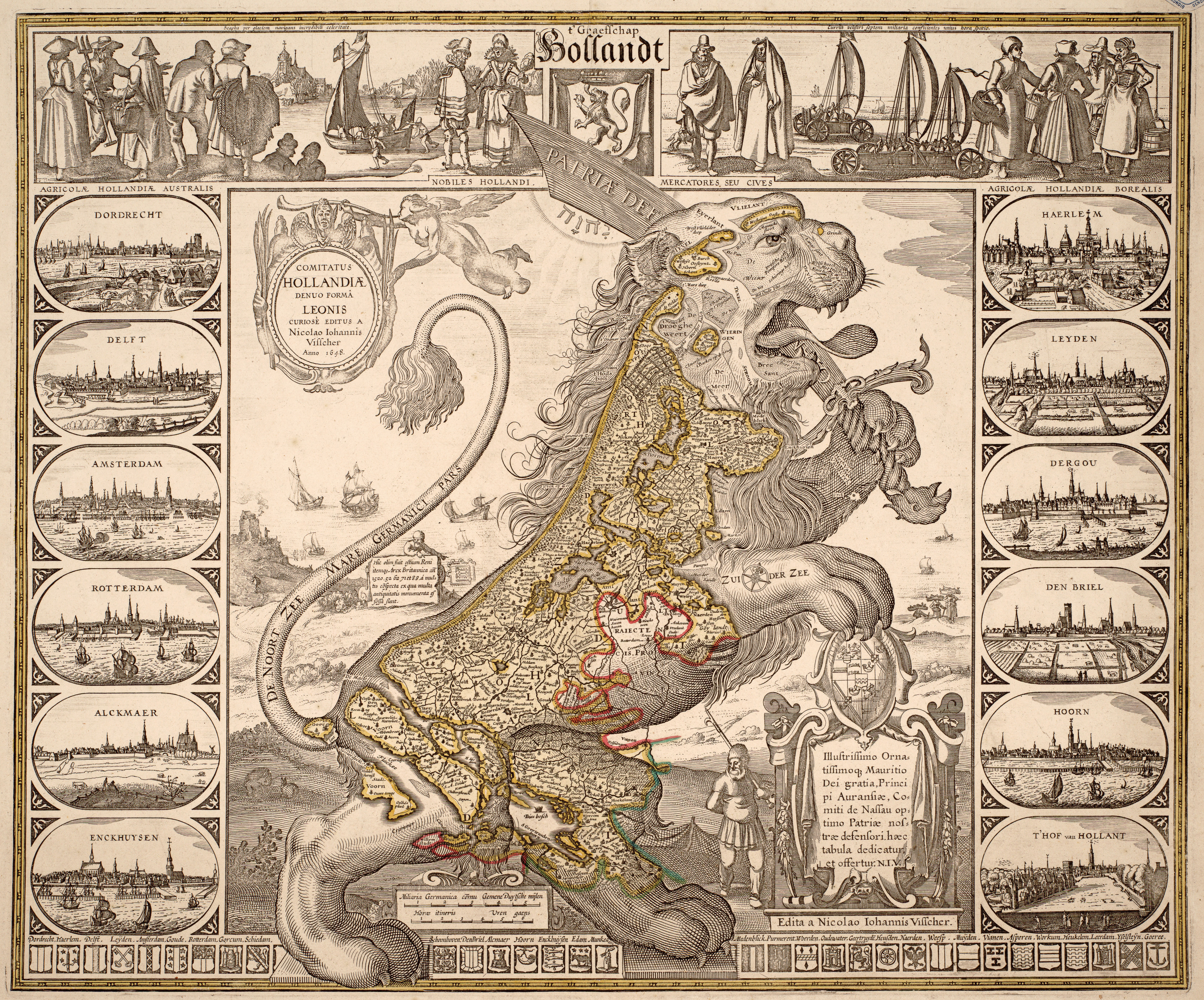
Leonis Hollandiae by Visscher 1648
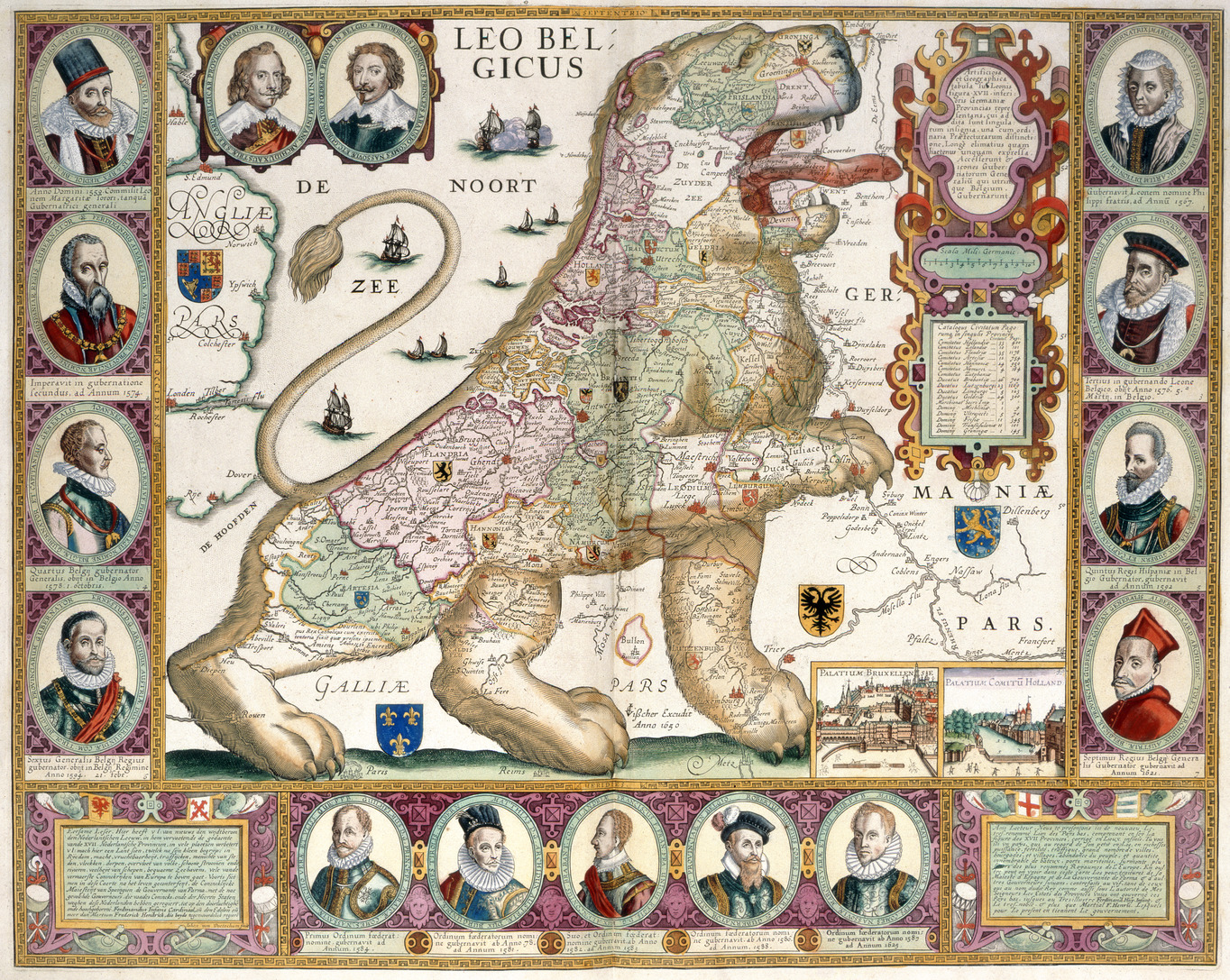
Leo by Visscher, 1650
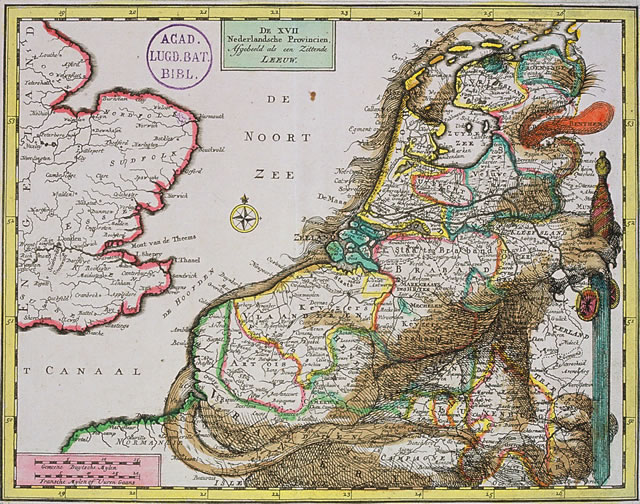
Leo by Schenk 1707
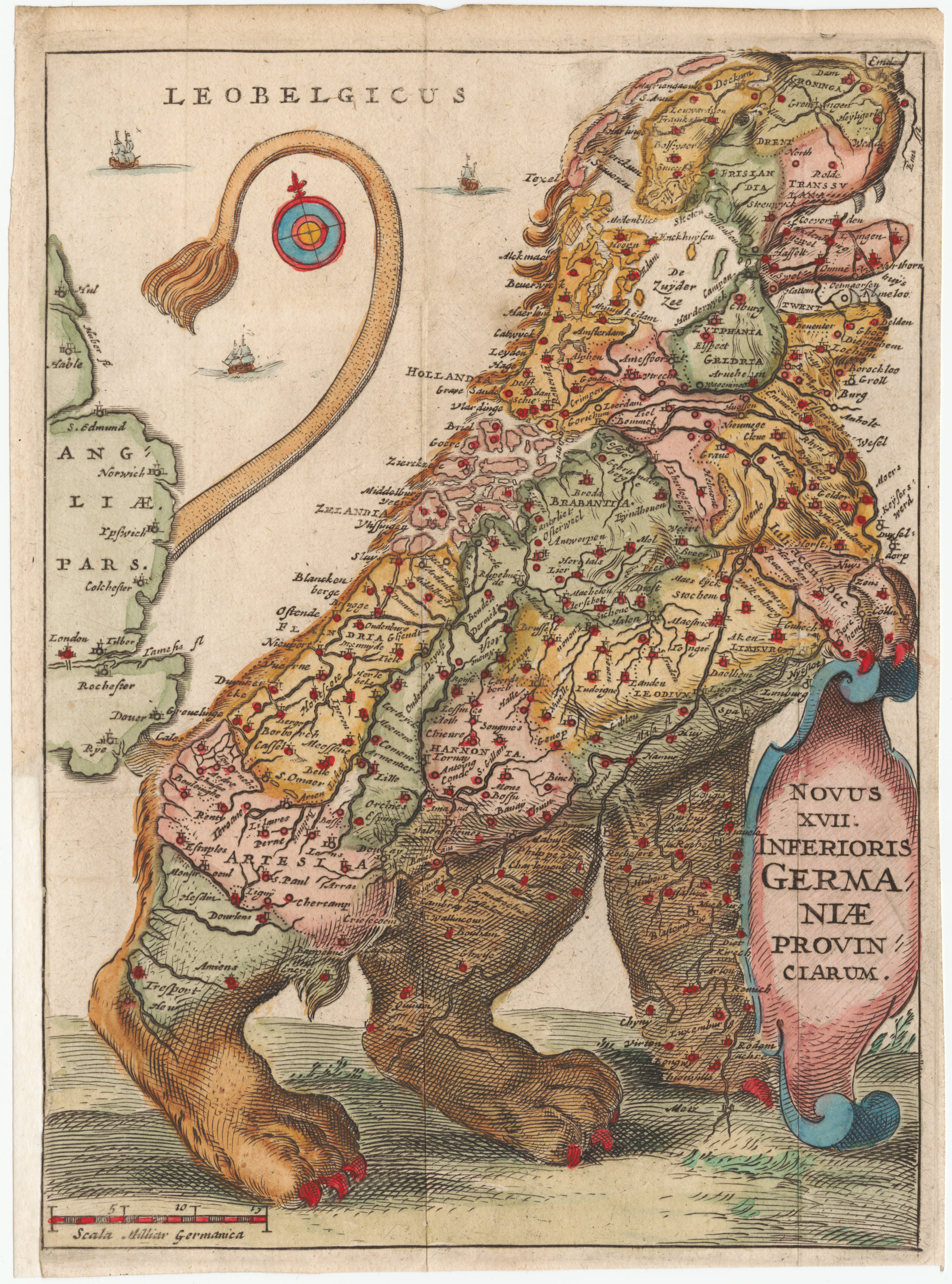
A Leo Belgicus map by Famiano Strada, 1648